# 2015 VY105
2015 VY105 est un petit astéroïde Apollon, de 3 à 9 mètres de diamètre, découvert le 14 novembre 2015. Il est passé à 0,10 fois la distance Terre-Lune le lendemain, 15 novembre, à 2 h 47 UTC.